# Вођа (приповетка)
Приповетка „Вођа“ Радоја Домановића (1873—1908) је политичко-друштвена сатира. Написана је 1901. године.
У Домановићевом стилу, исмевање овде веома долази до изражаја. Он исмева „силни и поштени“ српски народ, који је увек уз своју земљу, чак и онда када је најтеже. Време, које аутора наводи на подсмех и укор, је владавина последњег Обреновића. У том периоду се посебно испољавају друштвени сукоби и борбе, као и наказност јавног морала. Домановић је незадовољан тадашњом Србијом, а народом, благо речено, разочаран.
Кад се говори о овој сатири, говори се о Радоју Домановићу, спознаје се он најпре као човек, а затим као писац.